# Louis Feuillée

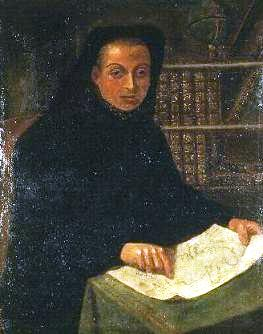
Louis Feuillée

Louis Éconches Feuillée (* 18. April 1660 in Mane bei Forcalquier in der Provence; † 1732 in Marseille) war ein französischer Paulaner-Pater, Forschungsreisender, Astronom, Geograph und Botaniker. Sein offizielles botanisches Autorenkürzel lautet „Feuillée“.

## Leben
Feuillée wurde von Jean Mathieu de Chazelles (1657–1710) und Charles Plumier in Geografie und Naturgeschichte ausgebildet. 1699 bereiste er die östliche Mittelmeerküste, 1703 bis 1706 folgte eine Forschungsreise zu den Antillen und an die Nordküste Südamerikas. 1707 bis 1711 unternahm er eine weitere Seereise nach Südamerika, um die Küstenregionen von Argentinien, Chile und Peru zu erforschen.
Die Ergebnisse seiner Reisen veröffentlichte er nach seiner Rückkehr nach Frankreich in den Jahren 1714 bis 1725. Ludwig XIV. ließ ihm zum Dank bei Marseille einen großzügigen Wohnsitz mit Observatorium bauen.
Eine letzte Forschungsreise führte Feuillée 1724 auf die westlichen Kanarischen Inseln. Seit 1699 war er Mitglied der Académie des sciences.

## Ehrungen
Carl von Linné benannte ihm zu Ehren die Gattung Fevillea der Pflanzenfamilie der Kürbisgewächse (Cucurbitaceae).
Die Internationale Astronomische Union benannte 1935 den Krater Feuillée  auf dem Erdmond nach ihm.

## Schriften
- Journal des Observations Physiques, Mathématiques et Botaniques. Paris 1714–1723.